# Митинген
Митинген (нем. Mietingen) — община в Германии, в земле Баден-Вюртемберг. 
Подчиняется административному округу Тюбинген. Входит в состав района Биберах.  Население составляет 4073 человека (на 31 декабря 2010 года). Занимает площадь 26,34 км².